# Степанова, Кира Валерьевна
Ки́ра Вале́рьевна Степа́нова (род. 12 ноября 1993, Энгельс) — российская гребчиха-байдарочница. Участница двух Олимпиад (2016, 2020). Бронзовый призёр чемпионата мира 2021 года. Трёхкратный бронзовый призёр чемпионатов Европы (2014, 2015, 2018). Многократная чемпионка России. Выступает за сборную России с 2009 года. На соревнованиях представляет Саратовскую область. Заслуженный мастер спорта России (2022).

## Биография
Кира Степанова родилась 12 ноября 1993 года в Энгельсе, Саратовская область. Активно заниматься греблей на байдарке начала в раннем детстве, проходила подготовку в саратовской областной специализированной детско-юношеской спортивной школе олимпийского резерва. Тренировалась под руководством таких специалистов как С. С. Шевчук и Н. А. Степанова.
Первого серьёзного успеха добилась в 2009 году, выиграв две бронзовые медали на юниорском чемпионате Европы в польской Познани и на юниорском чемпионате мира в Москве — в двойках на дистанции 500 метров. Год спустя в зачёте четырёхместных байдарок на полукилометровой дистанции стала чемпионкой Европы среди юниоров, одолев всех соперниц на московском континентальном первенстве.
На взрослом международном уровне впервые заявила о себе в сезоне 2014 года, когда попала в основной состав российской национальной сборной и благодаря череде удачных выступлений удостоилась права защищать честь страны на чемпионате Европы в немецком Бранденбурге. С четырёхместным экипажем, куда также вошли байдарочницы Елена Анюшина, Вера Собетова и Наталия Лобова, выиграла в полукилометровой гонке бронзу. Также была близка к призовым позициям на пятистах метрах в двойках с Лобовой, в решающем заезде финишировала шестой. Позже принимала участие в программе домашнего чемпионата мира в Москве, на дистанции 500 метров заняла шестое место в четвёрках и девятое в двойках.
Окончила институт физической культуры и спорта Саратовского государственного университета имени Н. Г. Чернышевского.
В 2022 году удостоена звания «Заслуженный мастер спорта России».